# Voo Panair do Brasil 099
O Voo Panair do Brasil 099 foi um voo que sofreu um grave acidente aéreo em 28 de julho de 1950.

## Aeronave
O Lockheed Constellation cnº 2062 foi fabricado em meados de 1945, na planta de Burbank, Califórnia. A aeronave, que havia sido encomendada pela Pan American World Airways e receberia o registro NC88862, não chegou a prestar serviços para a companhia norte-americana. Foi enviada para a Panair do Brasil (na época controlada pela Pan Am, mas já em processo de transferência de ações para controladores brasileiros), onde receberia o prefixo PP-PCG. Fez a inauguração do Voo Brasil-Itália, no dia 3 de outubro de 1946, entre o Rio de Janeiro e Roma, com escalas em Recife, Dakar e Lisboa, perfazendo 5339 milhas ao longo de 24 horas.

## Acidente
O voo Panair do Brasil 099 decolou da Base Aérea do Galeão às 15h47min, com seis horas de atraso em relação ao horário de embarque inicialmente agendado, devido a um defeito em um dos motores da aeronave, que precisou ser substituído e testado em voo de inspeção. O pouso deveria ocorrer na Base Aérea de Canoas (à época chamada de Base Aérea de Gravataí), nos arredores de Porto Alegre, às 18h40min.
O Constellation prefixo PP-PCG transportava 44 passageiros (muitos dos quais em férias no Rio de Janeiro, que havia sediado a Copa do Mundo de 1950) e 6 tripulantes, sendo pilotado pelo comandante Eduardo Martins de Oliveira (prestes a completar 10 mil horas de voo em sua carreira, era conhecido como Comandante Edu, um dos fundadores e porta estandarte do famoso Clube dos Cafajestes).
Segundo boletins meteorológicos, havia uma frente fria estacionária entre Porto Alegre e Florianópolis, causando grandes turbulências e chuva leve na capital gaúcha.
Após algum atraso em rota, causado pelas condições climáticas desfavoráveis, o Constellation iniciou os procedimentos de aproximação para pouso na Base Aérea de Canoas às 18h45min. O pouso, porém, foi abortado, seguindo-se uma arremetida. Durante a segunda tentativa de aterrissagem, perdeu-se contato com a torre, seguindo-se nova arremetida. Na sequência, o  Constellation chocou-se contra o Morro do Chapéu (localizado atualmente entre os municípios de Gravataí e Sapucaia do Sul), por volta das 19h25min, explodindo logo em seguida.
Com a explosão, foi deflagrado um incêndio na área, debelado apenas duas horas mais tarde.
Devido ao difícil acesso à área, as equipes de resgate levaram duas horas até chegarem aos destroços, quando constataram a morte de todos os tripulantes e passageiros Os trabalhos de remoção dos corpos e limpeza da área, comandados pelo então Coronel Olímpio Mourão Filho, levaram vários dias, devido à extensão da área em que foram espalhados os destroços.

## Consequências e fatos
À época do acidente, muitos voos eram direcionados para a Base Aérea de Canoas porque ela possuía pistas longas e pavimentadas, que comportavam aviões de grande porte como os Constellation, mas operava apenas em condições visuais. Em contraste, o Aeródromo de São João, localizado em Porto Alegre, contava com instrumentos para auxílio aos pousos, mas não possuía pistas pavimentadas.
A comoção gerada com o desastre foi tamanha, que o Aeródromo de São João seria rebatizado Aeroporto Salgado Filho, sendo  reiniciadas obras de melhorias que haviam sido  paralisadas durante o período da 2ª Guerra Mundial. Com isso o Aeroporto Salgado Filho foi dotado de um novo terminal de passageiros e de pistas pavimentadas, acabando com as dificuldades de operação de grandes aeronaves.
Foi considerado, então, o pior acidente aéreo do Brasil
Dois dias depois do episódio, morreria, num outro acidente aéreo ocorrido no Rio Grande do Sul, o político Joaquim Pedro Salgado Filho, que não havia embarcado no voo 099 devido a falta de lugar.
Os compositores Fernando Lobo e Paulo Soledade escreveram a canção Zum-zum, em homenagem ao Comandante Edu, interpretada por Dalva de Oliveira no carnaval de 1951.